# Hagenulus eatoni
Hagenulus eatoni is een haft uit de familie Leptophlebiidae. De wetenschappelijke naam van de soort is voor het eerst geldig gepubliceerd in 1924 door Banks.
De soort komt voor in het Neotropisch gebied.